# Императорская Карточная фабрика
Императорская Карточная фабрика — производственная организация Ведомства учреждений императрицы Марии в Санкт-Петербурге, осуществлявшая с 1819 года монопольный выпуск игральных карт.

## История фабрики
До середины XVIII века игра в карты на Руси жестоко преследовалась. При Петре I в Москве были устроены две небольшие мануфактуры для производства карт, но в основном они ввозились из Европы. Торговля игральными картами была источником немалых доходов и в 1765 году правительство установило пошлину на ввоз карт из-за границы, а право получать доход от пошлины было дано воспитательным домам.
В 1811 году было принято решение об открытии фабрики в Санкт-Петербурге. На протяжении 1811—1816 годов велась переписка о покупке для фабрики двух домов у княгини Вяземской.
В 1817 году император Александр I дал согласие на устройство Карточной фабрики при Александровской мануфактуре Воспитательного дома. Одновременно был запрещён ввоз карт из-за границы, чем устранялась всякая конкуренция.
Инициатива создания Карточной фабрики принадлежала управляющему Александровской мануфактурой Александру Яковлевичу Вильсону. Корпуса Александровской мануфактуры располагались на 12-й версте Шлиссельбургского тракта (ныне проспект Обуховской Обороны). Фабрика открылась в 1819 году; два года потребовалось для оборудования помещений и обучения рабочих. В тот же год было выпущено 20 000 колод.
Спустя некоторое время А. Я. Вильсон предложил улучшить внешний вид и структуру карт. Однако его инициатива не нашла поддержки у императора Николая I. Вильсон работал на фабрике около 40 лет, вплоть до отмены крепостного права.

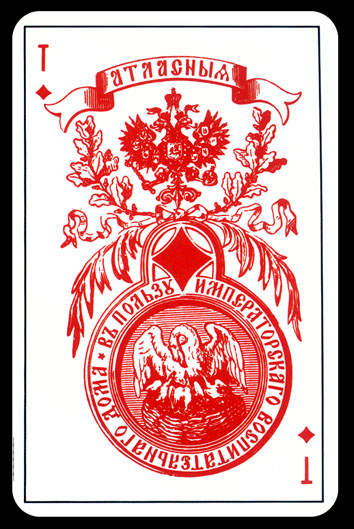
Туз с гербом (атласная колода)

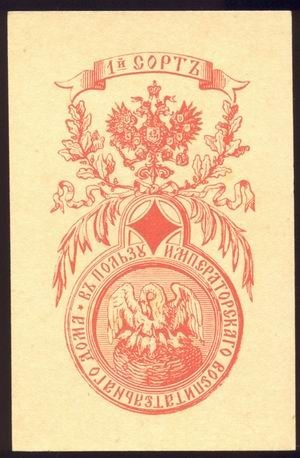
Туз с гербом (колода 1 сорт)

В 1860 году Александровская мануфактура закрылась; её единственной действующей частью осталась Карточная фабрика. На фабрику наняли вольных рабочих, закупили более 60 новых машин. Главным на производстве карт стал мастер Винкельман. Как только сменилось оборудование для печати карт, появилась настоятельная необходимость в полном их обновлении.
Новое оформление было разработано академиками живописи Бейдеманом и Шарлеманем; как более технологичный был выбран вариант Шарлеманя. К этому времени уже появился вид карт — атласные, названные по технологии их изготовления на атласной бумаге, натёртой тальком и мылом для блеска и лучшего скольжения при тасовании. Поскольку доход от продажи игральных карт шёл на содержание воспитательных домов в Москве и Санкт-Петербурге, на одной из карт колоды изображали герб Ведомства учреждения императрицы Марии в виде птицы, кормящей своих детей.
В 1867 году, по проекту архитектора Г. Х. Штегемана, началось строительство главного производственного корпуса фабрики. Это трёхэтажное здание выполнено из красного лицевого кирпича в характерном промышленном стиле. Лицевой фасад, оформленный тремя ризалитами с небольшой башенкой в центре, обращён к Неве. В 1890-е годы В. В. Николя создал небольшие хозяйственные пристройки к главному корпусу.
В 1897 году при фабрике было открыто училище.
К началу XX века на фабрике работали преимущественно женщины, но печатные машины обслуживали исключительно мужчины. Печатанием карт было занято 14 печатных машин: 4 машины печатали «очко» обыкновенных и атласных карт, 4 — «фигуры», например — «дамы», «короля»; 2 машины печатали «крап», 2 — обертки для «колод» и, наконец, 2 машины были выделены для печатания высшего сорта карт: глазетных и атласных. Ежедневно изготавливалось до 20 тысяч колод, а в год на сумму свыше 3 миллионов рублей.
В 1901 году рабочие фабрики активно участвовали в столкновении с полицией и войсками (Обуховская оборона).

Комбинат цветной печати

В 1918 году Императорская карточная фабрика перешла в ведение Комиссариата социальной помощи Союза коммун Северной области, в 1919 году была подчинена Полиграфической секции совнархоза Северного района и была законсервирована. В октябре 1922 года она была в ведении Наркомата финансов, в 1928—1931 гг. подчинялась тресту «Ленполиграф», в 1931—1935 гг. — Наркомату финансов СССР. В 1935 году она передана в ведение Наркомата (с марта 1946 года — Министерства) пищевой промышленности СССР и переименована во 2-ю художественную типографию, с 1953 года подчинялась Министерству промышленности продовольственных товаров РСФСР. В сентябре 1957 года стала называться 3-й фабрикой офсетной печати Управления полиграфической промышленности Ленсовнархоза, а в 1967 году была переименована в Комбинат цветной печати.
Административный корпус и ремонтно-механический цех были в 2006 году исключены из списка «объектов, представляющих историческую, научную, художественную или иную культурную ценность» и снесены; сохранён только главный производственный корпус.

## Директора
- Александр Яковлевич Вильсон
- Гавриил Степанович Попов (1860—1866)
- Николай Антонович Кристофари (1866—?)
- Александр Александрович Демидов[6]
- Лев Михайлович Терентьев[7]
- Сергей Петрович Лемтюжников[8] (1905—1912)
- Фёдор Фёдорович Гарнич-Гарницкий[9][10][11]